# St. Martin (Nejdek)

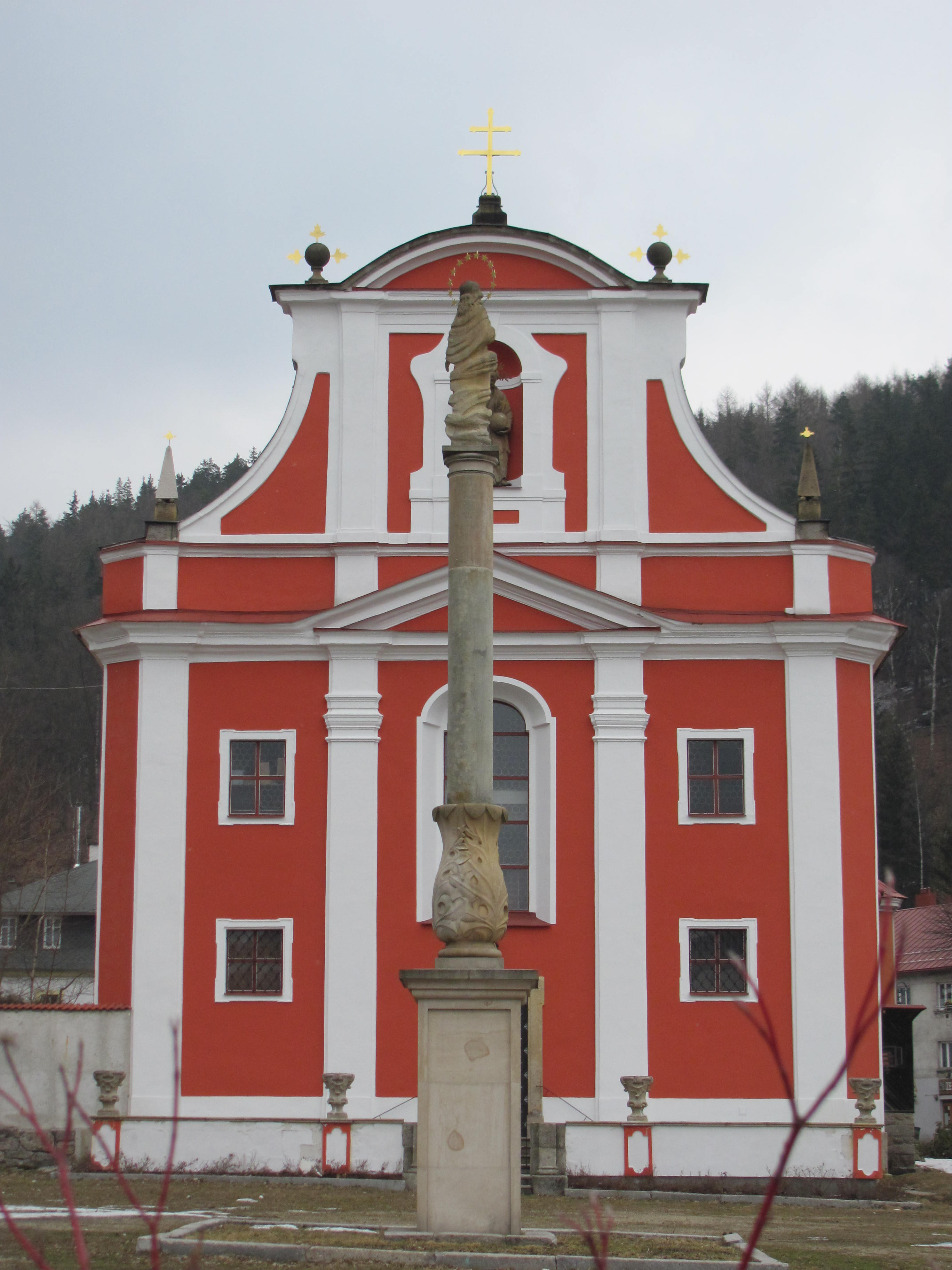
Fassade mit Mariensäule

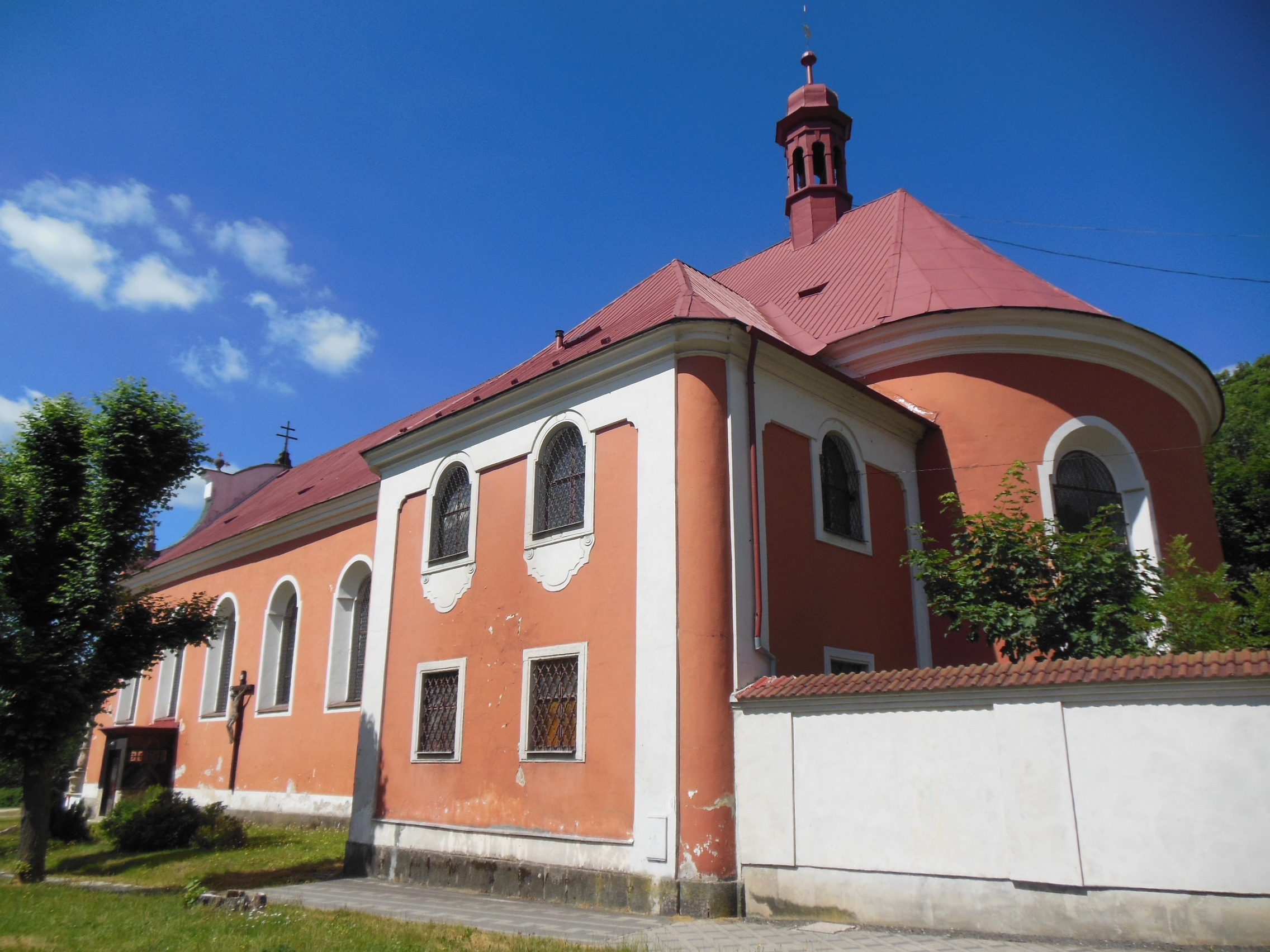
Rückansicht

Die römisch-katholische Dekanatskirche St. Martin (tschechisch Kostel sv. Martina) ist ein barocker Kirchenbau im Zentrum der tschechischen Stadt Nejdek (deutsch Neudek) im Erzgebirge, unterhalb der Burg Neudek, dessen erhaltener Bergfried ihr als Glockenturm dient. Am 11. Februar 1964 wurde die Kirche als geschütztes Kulturdenkmal in die staatliche Denkmalliste eingetragen.

## Geschichte
Der heutigen Kirche geht ein gotischer Vorgängerbau voraus, den Peter Plick von Plickenstein zwischen 1341 und 1354 errichten ließ. Ausgrabungen am Wasserwerk von 1909, bei denen man menschliche Knochen und Gerippe fand, belegen zudem die Existenz eines alten Friedhofes der die Kirche umgab, jedoch schon vor 1600 aufgelassen wurde. 1352 ist die Pfarrei erstmals urkundlich ein einem päpstlichen Zehentregister nachgewiesen. Die Libris Erektionibus vom 24. Juli 1354 berichtet auch erstmals von einer Kirche in Neudek in der nach dem Tod des alten, ein neuer Pfarrer präsentiert wurde. Am 23. Mai 1360 übte Peter Plick erneut das Präsentationsrecht aus. Amtsnachfolger von Nikolaus von Mies wurde auf Vorschlag Heinrich Plicks, am 25. September 1363 der Pfarrer Jakob von Elbogen. Am 3. Juli 1394 erscheint Heinrich Plick als Kirchenpatron und am 13. März 1396 seine Witwe Johanna zusammen mit ihrem Sohn Henericus. Möglicherweise als sein Vormund fungierte am 5. Januar 1398 Ritter Busko von Przehorz als Patronatsherr. 1410 verkaufte Heinrich Schlick der Jüngere die Herrschaft inkl. dem Kirchenlehen an seinen Schwager, den Pfleger von Eger Hans Forster. Wie aus der Jahreszahl an der Decke hervorgeht, veranlasste Graf Christoph Schlick 1513 das Kircheninnere zu erneuern. Die Kirche wurde im Laufe der Jahrhunderte erweitert und an den Zeitgeschmack angepasst. Wenige Jahre nach Beginn der Reformation um 1525 ließen die Schlick in dem Gotteshaus einen lutherischen Prediger einsetzen. 
Im Zuge des Dreißigjährigen Krieges und darauf folgenden Gegenreformation wurde der Pfarrer Valentin Löwe 1624 von kaiserlichen Truppen aus der Stadt vertrieben. Die Wiedereinführung des katholischen Gottesdienstes fand formell am 22. Juli 1626 statt. Bis 1627 ließ Anna Barbara Colonna Freiin von Fels den Neudeker Schulmeister Georg Bachmann die Kindstaufen verrichten. Am 9. November 1627 trat der katholische Pfarrer Georg Braun seinen Dienst in Neudek an. Nach der Invasion sächsischer Truppen 1631 wurde dieser kurze Zeit durch den Pfarrer Zacharias Adler ersetzt. Georg Braun kehrte am 11. August 1632 nach Neudek zurück, starb jedoch vermutlich im selben Jahr an der Pest. Von 1641 bis 1661 war der Zisterzienserpater Georg de Lanka Pfarrer von Neudek. Auf seine Anregung erwarb man aus dem Kirchenvermögen ein Haus samt Garten und richtete dort eine Pfarrschule ein. Mitte des 17. Jahrhunderts erfolgte die Umfunktionierung des Bergfriedes der Burg Neudek zum Glockenturm für das Kirchengebäude. Dabei wurde im Auftrag des Grafen Humprecht Czernin 1656 eine neue acht Zentner schwere Glocke gegossen und neben der kleineren Glocke aus dem Jahre 1578 aufgehängt.  
Im Jahre 1708 beraubte der Mesner Maximilian Danhammer in Mitwisserschaft seiner Ehefrau, das Epitaph der Grafen Schlick. Nach einer ihm unterzogenen peinlichen Befragung wurde er wegen Grabschändung und Raub zum Tode durch das Schwert verurteilt. Es war zugleich die letzte Hinrichtung, die in Neudek vollstreckt wurde. Danhammers Ehefrau Anna Elisabeth geb. Schuster bestrafte man hingegen mit Rutenschlägen und verwies sie auf ewig der Stadt und des Landes. 1711 erfolgte unter Pater Johann Jakob Langer eine Renovierung, bei der das Kirchendach mit neuen Schindeln gedeckt wurde. 1726 ist das dem Einsturz nahe Pfarrhaus wieder hergestellt. 1729 begann man mit der Erweiterung des Kirchhofes und 1730 mit dem Bau der Kreuzkapelle. Im Jahre 1741 kamen auf Anregung der verwitweten Maria Theresia Gräfin von Hartig vier christliche Missionare nach Neudek, zu deren Erinnerung an der rechten Kirchenmauer ein Missionarskreuz angebracht wurde. Unter der Amtszeit von Pater Anton Ignaz Kirchner entschloss man sich in den Jahren 1755 bis 1756 zu einem grundlegenden Umbau der wohl zu klein gewordenen Kirche. Dabei wurde das alte Gebäude überbaut und um mehr als die Hälfte vergrößert. Aus dieser Zeit stammt auch der Großteil der Innenausstattung, die im Rokokostil gehalten ist. Die große Hungersnot und Pestepidemie in den Jahren 1771 bis 1772 fielen im Pfarrsprengel ca. 600 Menschen zum Opfer. Da auf dem Friedhof von Neudek kein Platz mehr war, mussten bis zur Vergrößerung desselben, in den Filialen Neuhammer, Trinksaifen und Hirschenstand ein eigener Friedhof angelegt werden. Teilweise wurden die Verstorbenen hinter den Häusern vergraben oder die namenlosen Toten ohne Nachricht auf den Gottesacker abgestellt. Dem damaligen Pfarrer Eisenkolb wurde ein dritter Aushilfspriester zur Seite gestellt. Am 4. April 1872 brannte das alte Pfarrgebäude bis auf die Grundmauern nieder, das 1880 durch einen Neubau ersetzt wurde. 1907 wurde die Pfarrkirche zur Dekanalkirche erhoben und die Pfarrei zur Dechantei. 1910 erhielt der Innenraum eine elektrische Beleuchtung.  

## Beschreibung
Die Kirche mit rechteckigen Grundriss schließt mit einem breiten kreisförmigen Presbyterium ab an dem eine Sakristei angeschlossen ist. Die Wände des Schiffes sind durch Pilaster gegliedert. Auf dem Dach über dem Presbyterium erhebt sich ein kleiner polygonaler Glockenturm.

## Ausstattung

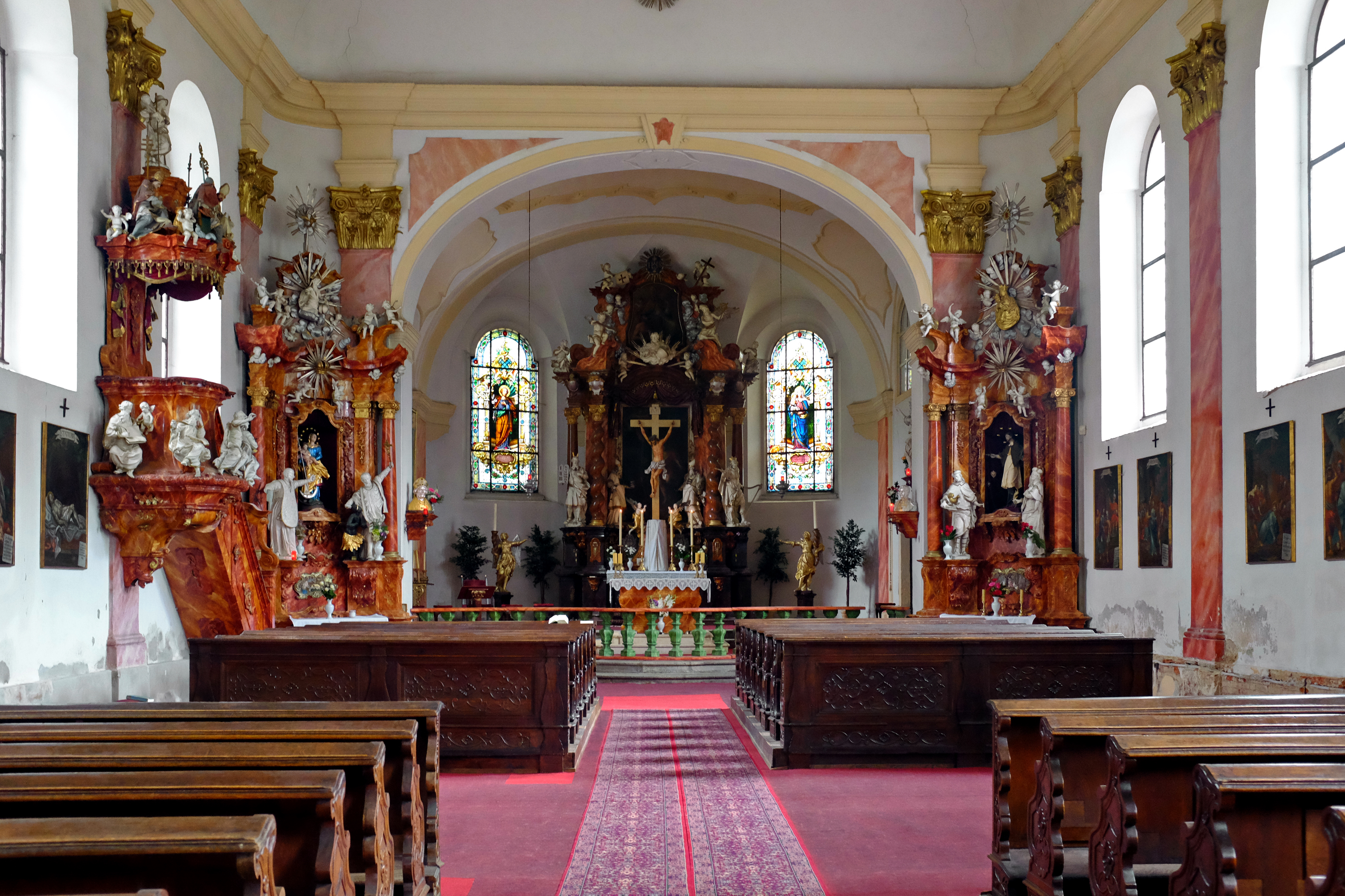
Innenraum

### Altäre
Das große Altarbild stellt das Opfer Abrahams dar, oberhalb ist ein kleineres Bild des hl. Martin zu sehen. Standbilder am Hochaltar: Moses, Melchisedek, Aaron und David. Am Sockel unter dem Altar ruht die hölzerne Statue der hl. Rosalia. Der Hochaltar stammte aus dem aufgelösten Servitenkloster St. Michael in Prag und wurde um das Jahr 1779 für die Kirche von Neudek erworben.
Im Chorraum neben dem Hochaltar stehen zwei Seitenaltäre. Auf dem rechten Seitenaltar sieht man das Bild Maria Krönung von Holz. Der Altar stammte aus dem ehemaligen Bürgerkrankenhaus. Der linke Seitenaltar ist mit dem Bild Herz Jesu geschmückt. An der rechten Kirchenwand befindet sich der Altar Mariä Himmelfahrt mit den Statuen des hl. Joachim und der hl. Anna. Gegenüber ist der Altar des hl. Nepomuk mit den Standbildern der hl. Ludmilla und des hl. Veit.

### Orgel
Auf der Orgelempore stand eine Orgel aus dem Jahre 1778. 1906 ist sie durch eine neuere Orgel ersetzt worden. Dabei sind alten Stimmenzüge mit den Registern verwendet worden.

### Grabsteine
In der Krypta befindet sich ein wertvoller Renaissance-Grabstein des Grafen Christoph Schlick der in der Kirche beigesetzt wurde. Folgende Personen wurden in den Kirchengrüften bestattet:
- 1578: Graf Christoph Schlick
- 1583: Graf Lorenz Schlick
- 1603: Wolf Kaspar Freiherr von Fels
- 1608: Anna Barbara Freiin von Fels
- 1614: Friedrich Colonna Freiherr von Fels
- 1623: Kaspar Colonna Freiherr von Fels
- 1623: Margarete Thiesel von Daltitz
- 1628: Euphemia von Haßlau auf Kirchberg
- 1654: Anna Maria Haßlauer von Haßlau
- 1661: Georg Haßlauer von Haßlau
- 1667: Pater Anton Melem
- 1720: Regina Eckler
- 1733: Pater Johann Jakob Langer (Kapelle)
- 1735: Pater Karl Joseph Ertl
- 1736: Adam Ludwig Graf von Hartig
- 1737: Peter Elster (vor dem Liebfrauenaltar)
- 1743: Pater Johann Hahn, Kaplan
- 1761: Pater Anton Ignaz Kirchner
- 1779: Pater Karl Eisenkolb

## Geläut

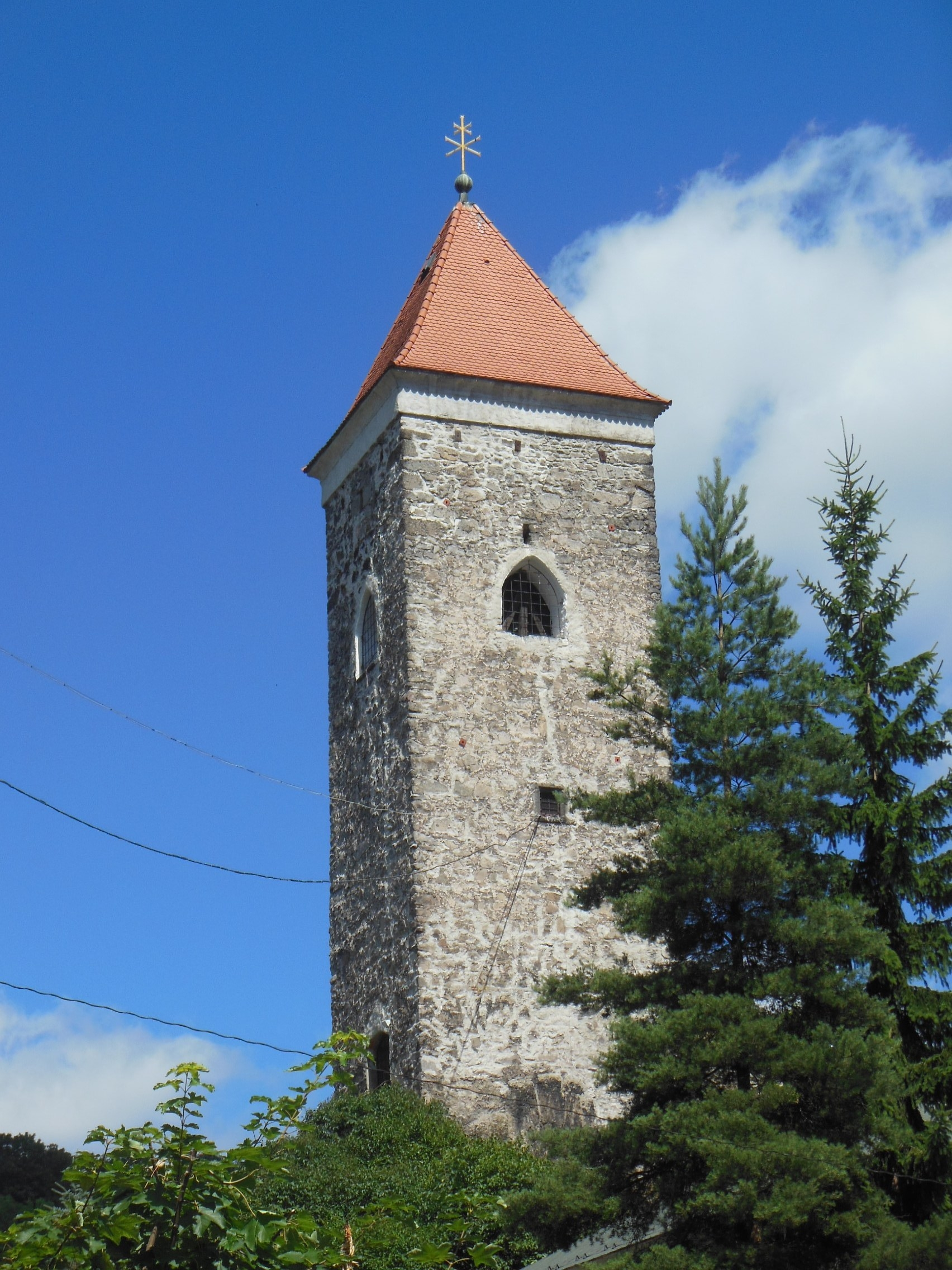
Der zum Glockenturm umfunktionierte Bergfried

Die zwei größeren Glocken hingen im zum Glockenturm umfunktionierten Bergfried der ehemaligen Burg Neudek. Die größere, acht Zentner schwere Glocke wurde 1656 auf Anordnung des Humprecht Johann Graf Czernin von Chudenitz gegossen. Die Inschrift lautete: „Humprecht Joan. Czernin des heil. römischen Reichs Graf von Chudenitz, Diana Maria Gräfin Czernin, geborene Markgräfin Hipolita v. Catoldo Anno 1656 Gott zu Lob und Maria der Jungfrau zu Ehren ist die Glocke gegossen worden. Georgis de Lanka Profess zu Plass Pfarrer, Balthasar Siegel Hauptmann, Lorenz Leypold, Christoph Wald, Erasmus Pecher, Barth. Leypold Bürgermeister; Benedict Link, Hans Schuster Kirchenvater, Melchior Mathäus Michelin Bürger zu Pilsen, goss mich im Jahre 1656.“
Die zweite kleinere sogenannte Barbaraglocke wurde 1578 im Auftrag der Gräfin Barbara Schlick zum Gedenken an ihren verstorbenen Ehemann gegossen und 1917 eingeschmolzen. Sie trug die Inschrift: „Im 1578 Jahr an Montag vor Jakobi ist in Gott sanftiglich von dieser Welt in das ewige Leben verschieden der wohlgeborene Herr Christoph der ältere Schlick Graf zu Passaum, Herr zu Weisskirchen, Elbogen und Neudek, der von seinem und der wohlgeborenen Frau Barbara Schlick, Gräfin, ein geboren von Maschau und Kolovrat und seiner geliebten Gemahlin befohlen, diese Glocke zu der Kirche in der Bergstadt Neudek zu seiner gnaden Gedenken gießen lassen. Geschehen durch den ehrsamen und wohlbenamten Brickcium Glockengießer von Zinnberg in der neunen Stadt Prag im 1579 Jahr.“
Im Chortürmchen der Kirche hing die Bergglocke aus dem Jahre 1629, die 1917 eingeschmolzen wurde. Sie trug die Inschrift: „Gegossen im 1629 Jahr, in ganz Deutschland großer Unfriede war“.

## Umgebung
Auf dem Platz vor der Kirche steht eine moderne Mariensäule und seitlich der Kirche eine Statue des hl. Johannes Nepomuk von 1710, sowie eine Dreifaltigkeits- bzw. Pestsäule von 1715. Letztere wurde dort erst 1924 aufgestellt. Ihr ursprünglicher Standort war vor dem Hotel Post. Ursprünglich umgab die Kirche ein Gottesacker, der jedoch schon vor 1600 aufgelassen wurde.

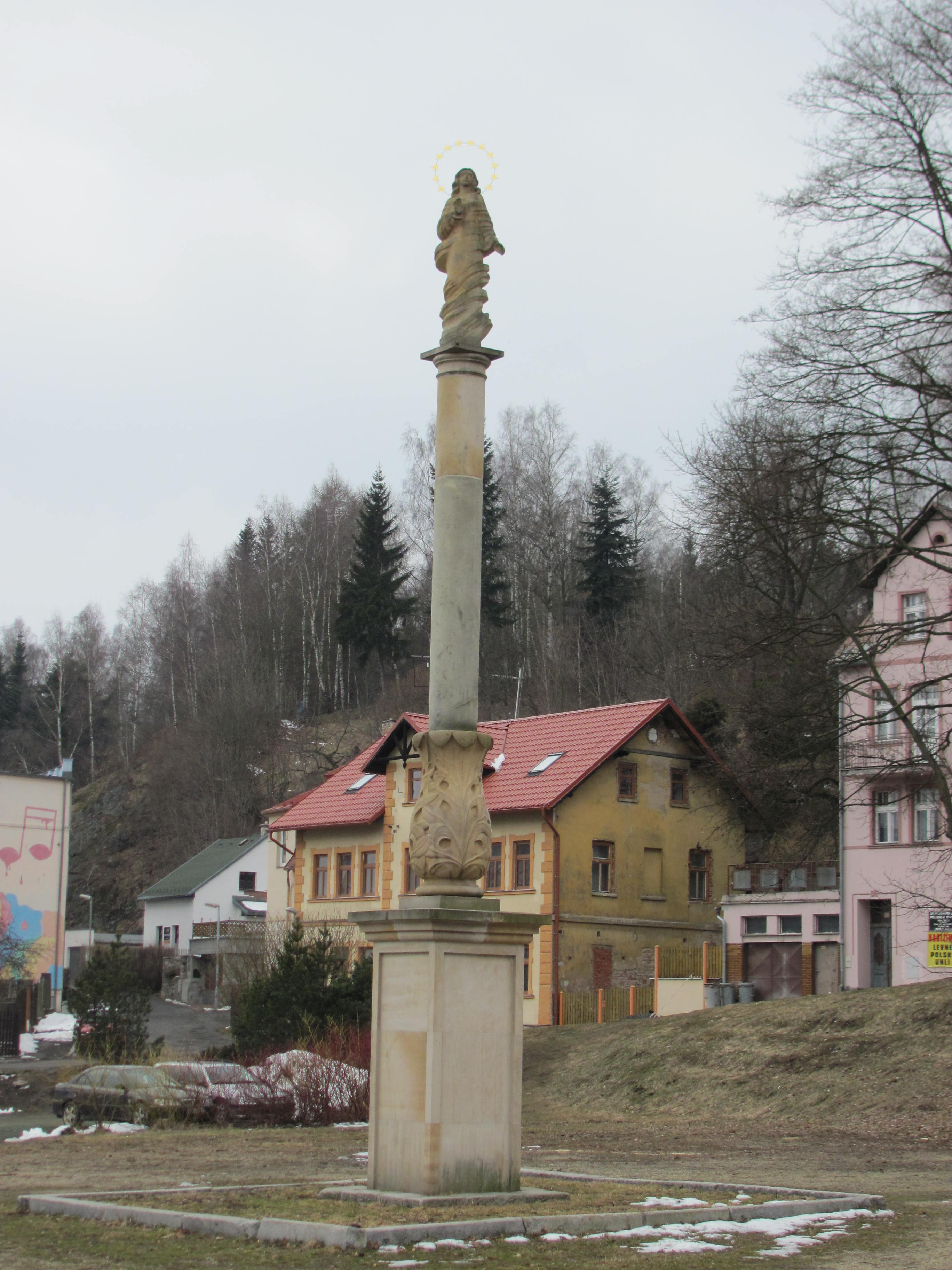
Mariensäule
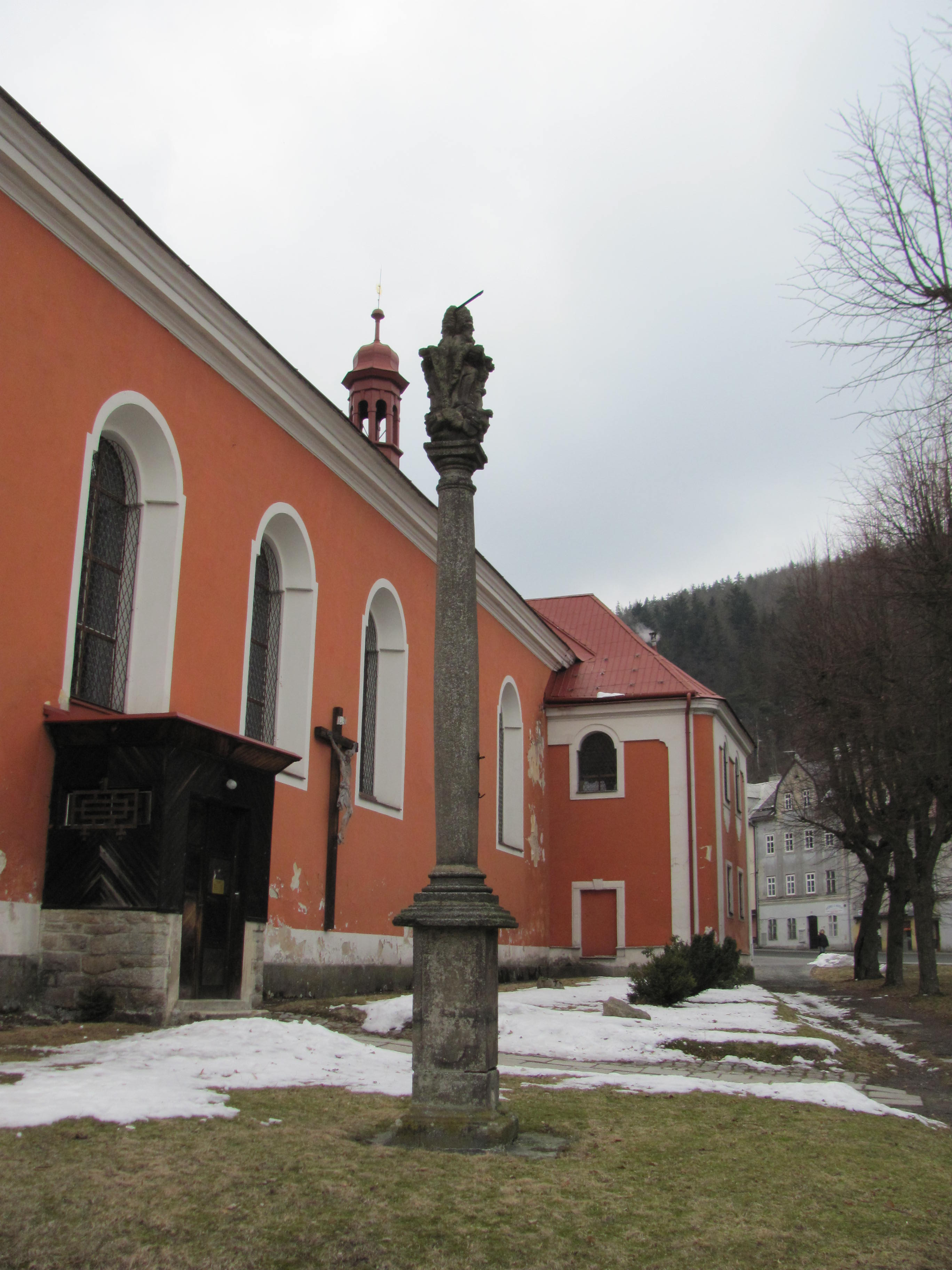
Dreifaltigkeitssäule
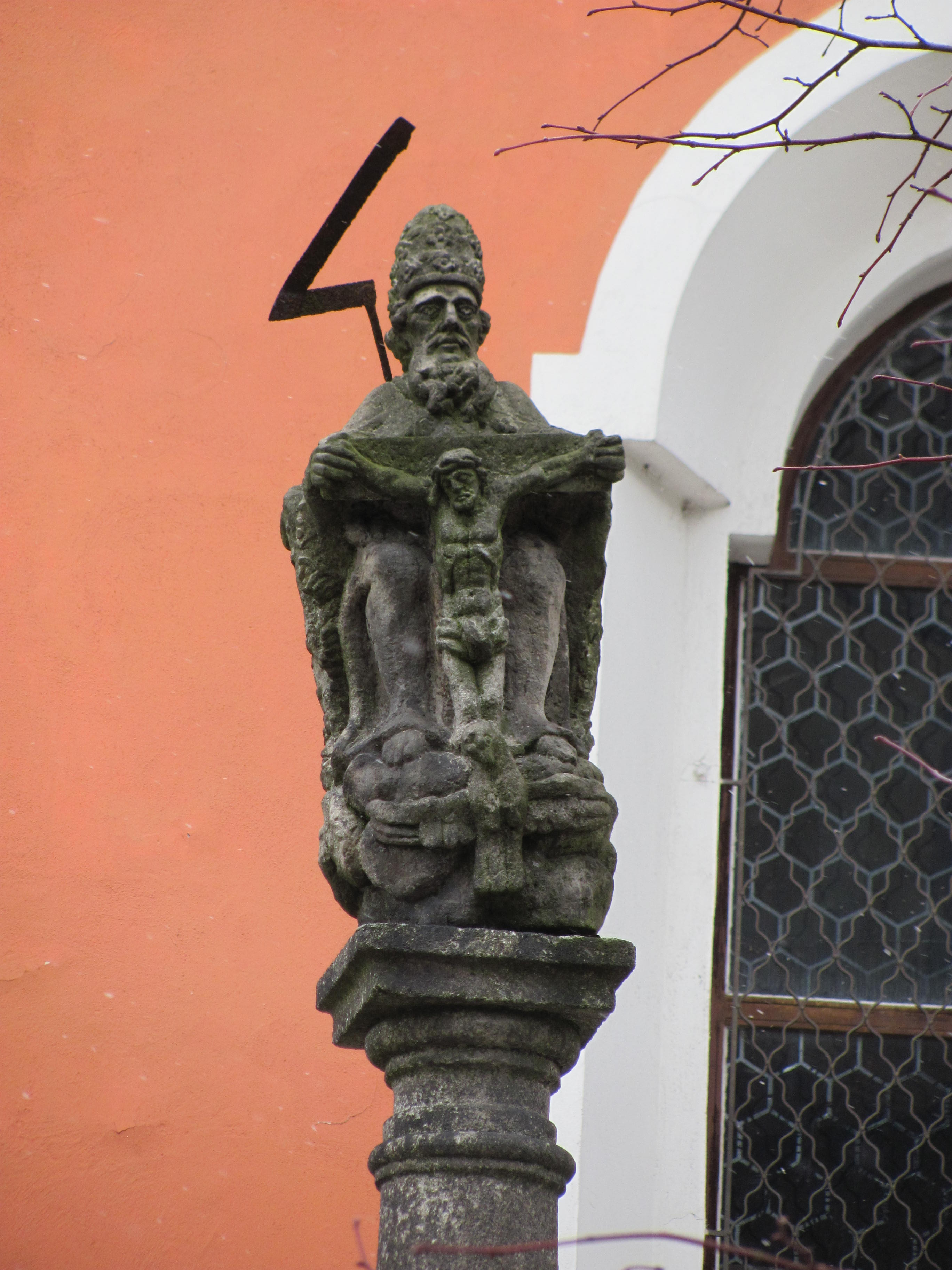
Detailansicht
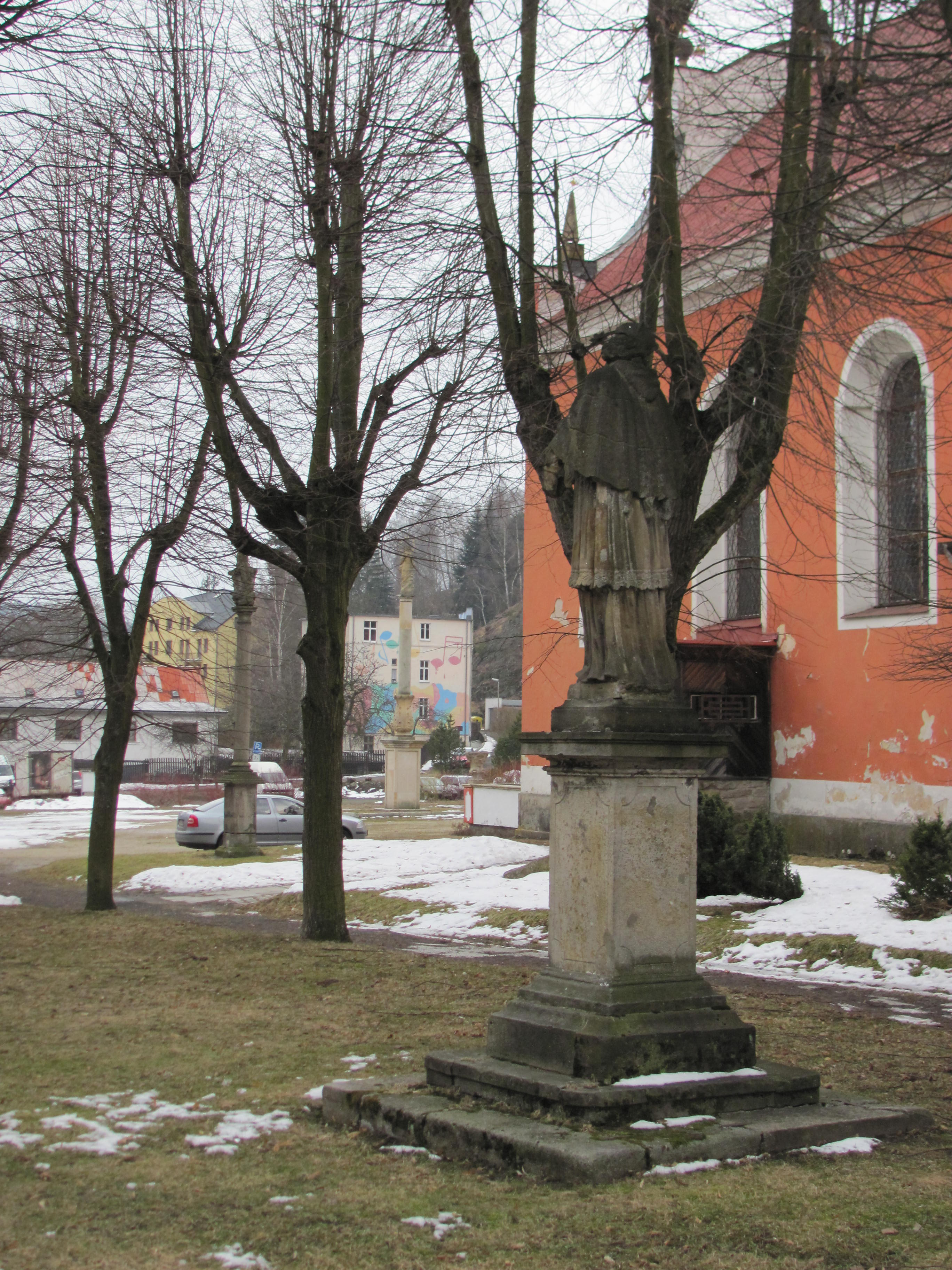
Statue des hl. Johannes Nepomuk
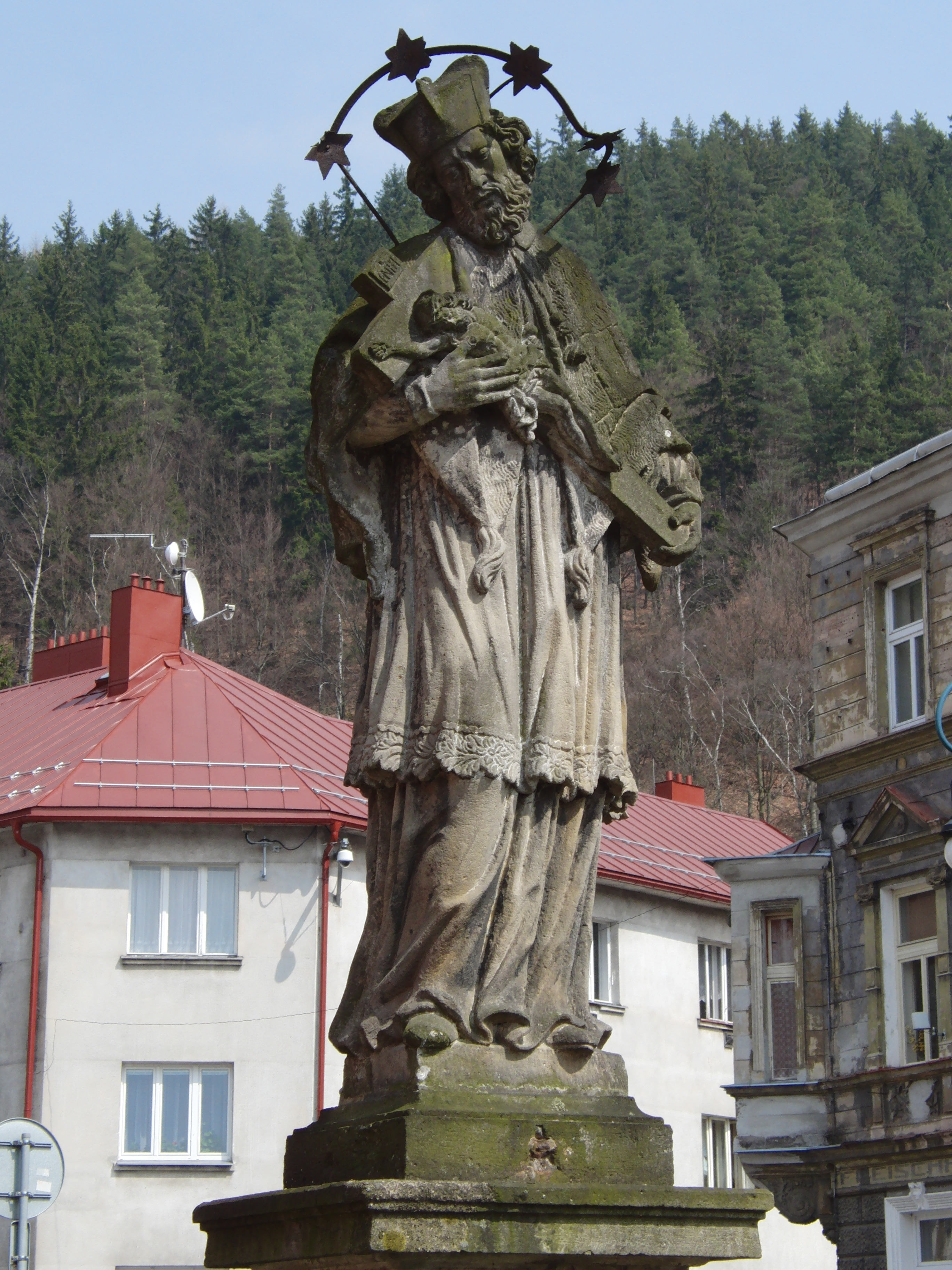
Detailansicht

## Pfarrsprengel
Die Pfarrgemeinde bestand bei seiner Gründung Mitte des 14. Jahrhunderts zunächst aus der Burg Neudek und den umliegenden Siedlungen Thierbach und Hermannsgrün. Bis Ende des 18. Jahrhunderts umfasste der Pfarrsprengel alle in der Herrschaft Neudek liegenden Ortschaften, davon ausgenommen waren Sauersack das zur Pfarrei Frühbuß, sowie Kammersgrün und Voigtsgrün das zur Pfarrei Lichtenstand und seit 1784 zur Pfarrei Tüppelsgrün gehörte. 1773 kam es mit dem Pfarrer von Frühbuß zu einem Vergleich, der ab nun in den entlegenen Filialen Hirschenstand und Neuhaus die Taufen und Krankenbesuche vornahm.
Zur Pfarrei gehörten früher im Stadtgebiet vier Kapellen: Die Kreuzkapelle auf dem alten Friedhof, die Hospitalkapelle, die Schlosskapelle und die Hergottswieskapelle. Weitere lagen außerhalb Neudeks. In Hirschenstand bestand bereits seit 1779 eine kleine Kirche die von einem Administrator aus Neudek mit betreut wurde. Wegen des vor allem im Winter beschwerlichen Weges der Pfarrkinder erfolgte 1783/86 auf Initiative der Herrschaft die Erhebung der Kuratien Neuhammer, Trinksaifen und Hirschenstand zu eigenen Pfarreien. Zum Pfarrbezirk Neudek gehörten folgende Ortschaften und Einschichten:
| Name                                                 | Tschechischer Name | Name                                  | Tschechischer Name |
| ---------------------------------------------------- | ------------------ | ------------------------------------- | ------------------ |
| Bernau                                               | Bernov             | Mühlberg                              | Lesík              |
| Blechhammer (Humprechts-Blechhammer; abgegangen)     |                    | Neudek                                | Nejdek             |
| Bura (zu Hirschenstand)                              |                    | Neuhammer (bis 1785)                  | Nové Hamry         |
| Drahtmühle (obere- untere- und mittlere; abgegangen) |                    | Neuhaus (bis 1786)                    | Chaloupky          |
| Eibenberg (früher auch Neuenberg)                    | Tisová             | Neuhof (abgegangen)                   |                    |
| Eulenhütte (abgegangen)                              |                    | Mittelhof (zu Thierbach)              |                    |
| Gibacht                                              | Pozorka            | Ober-Bernau                           |                    |
| Grassseifen (abgegangen)                             |                    | Ödt                                   | Poušť              |
| Hirschenstand (bis 1786)                             | Jelení             | Saifenhäusel (zu Ullersloh; bis 1785) | Seify              |
| Hochofen (bis 1784)                                  | Vysoká Pec         | Thierbach                             | Suchá              |
| Hohenstollen                                         | Vysoká Štola       | Tiefenloh (abgegangen)                |                    |
| Hohentanne (zu Bernau)                               |                    | Trinksaifen (bis 1784)                | Rudné              |
| Humprechtsfeld (später Schloßbezirk; zu Neudek)      |                    | Ullersloh (früher auch Ullerschlag)   | Oldřichov          |
| Kronesberg (zu Hirschenstand)                        |                    | Unter-Bernau                          |                    |